# День сильных духом
День сильных духом (англ. Spirit Day) — это ежегодный день осведомленности о ЛГБТК-сообществе, который проводится в третий четверг октября. Впервые этот день проводился в 2010 году канадским подростком Бриттани МакМиллан как реакция на большое количество широко освещаемых в СМИ и социальных сетях самоубийствах, связанных с издевательствами над школьниками-геями в 2010 году, включая самоубийство Тайлера Клементи. При поддержке ГЛААД, данный день стал ассоциироваться с фиолетовым цветом как видимым знаком поддержки ЛГБТК-молодежи и борьбы с издевательствами во время Национального месяца профилактики издевательств.

## История
Первое празднование состоялось в среду, 20 октября 2010 года. Позднее торжества проводились в четверг, 20 октября 2011 года и пятницу, 19 октября 2012 года до установления традиции третьего четверга октября в 2013.
После поддержки Spirit Day организацией ГЛААД, многие голливудские знаменитости в этот день стали носить фиолетовый цвет, чтобы показать свою поддержку делу, и многие веб-сайты добавили в свой дизайн заметный фиолетовый оттенок. На Facebook страницы мероприятия, созданные для проведения этого дня, привлекли более 1,6 миллионов пользователей по всему миру.
Дальнейшее внимание на национальном и международном уровнях было обращено на Spirit Day, когда Клинт Макканс, вице-президент школьного совета Арканзаса, разместил в Facebook провокационные анти-гомосексуальные высказывания. Макканс в конечном итоге извинился и подал в отставку в программе CNN Андерсон Купер 360°, однако столкнулся с критикой в свой адрес из-за того, что многие посчитали его извинения неискренними, в том числе и Фил Макгроу, ведущий программы «Доктор Фил». В результате Маккэнс подал заявление об отставке в школьный округ Мидлендс 1 ноября 2010 года.
В 2016 году, через несколько лет после того, как Spirit Day стал официальным праздником ЛГБТ-сообщества, Бриттани МакМиллан в одном из интервью высказала мнение в поддержку движения: «Все участники делают День сильных духом таким, какой он есть; они создают свои собственные события и свое собственное искусство, все во имя показа молодых людей ЛГБТ, которые им небезразличны… Я знаю, как много значит для людей во всем мире знать, что их поддерживают их общины». Кроме того, вице-президент ГЛААД по программированию Зик Стокс поделилась признанием, что слова и фотографии, которые приходят из праздника, такого как День сильных духом, иллюстрируют любовь и сострадание к ЛГБТК-сообществу, что приводит к тому, что молодежь живёт своей подлинной жизнью. Бриттани МакМиллан заявила, что пытается найти способы сохранить День сильных духом, так как интернет и социальные сети продолжают меняться.
18 октября 2018 в Рунете впервые прошла акция, приуроченная ко Дню сильных духом (Spirit Day). Гей-активисты по западной традиции призвали окрасить свои аватары в фиолетовый цвет, чтобы таким образом привлечь внимание к травле ЛГБТИК-подростков по всему миру.

## Бриттани МакМиллан
Бриттани МакМиллан была старшеклассницей в 2010 году, когда она начала работать с ГЛААД (Альянсом геев и лесбиянок против диффамации), чтобы создать первый в истории День сильных духом. МакМиллан так вспоминала об этом событии: «в конечном счете, я хочу, чтобы День сильных духом заставил как минимум одного человека чувствовать себя немного лучше, чувствовать себя достаточно безопасно в своей собственной шкуре, чтобы гордиться тем, кто он есть». В качестве вдохновения МакМиллан использовала идею «Дня розовой рубашки», который проводится в Канаде в рамках Дня борьбы с издевательствами, когда создавала фирменный фиолетовый цвет Дня сильных духом. С 2010 года Бриттани с помощью ГЛААД вдохновила многих знаменитостей, компании и школы носить фиолетовый цвет и противостоять издевательствам.

## Участие знаменитостей
В многочисленных мероприятиях в честь Дня сильных духом, которые проходили 2010 года, участвовали некоторые известные знаменитости, в том числе Бритни Спирс, Ана Мари Кокс, Ванесса Карлтон и Кристин Ченовет.
В 2013 году поддержка выросла, включая Белый дом, Опру Уинфри, Эштона Кутчера, телеканалов MTV, OWL, LOGO, кинофестиваль Сандэнс, Facebook и других. Во время мероприятия 2013 года Белый дом писал сообщения в Твиттере, используя хештег #SpiritDay, и направлял сторонников движения на сайт «stopbullying.gov». American Apparel разместила отдельный магазин для Дня сильных духом, где покупатели получают 10 % скидки на фиолетовые вещи, а компания жертвует 10 % в поддержку работы ГЛААД по достижению равенства.
В заявлении бывшего президента США Барака Обамы по поводу Месяца Гордости в 2015 году он продекларировал, что «для бесчисленного количества молодых людей недостаточно просто сказать, что становится лучше, мы также должны предпринимать действия». В День Сильных Духом участники могут легко продемонстрировать свою поддержку ЛГБТ-детям, подросткам, и молодым взрослым, просто надев фиолетовое, говоря о запугиваниях и издевательствах, и предпринимая действия в местных сообществах.
В 2014 Лаверна Кокс подсветила Эмпайр-стейт-билдинг фиолетовым на День сильных духом 16 октября. Это первый случай, когда самое известное в мире офисное здание стало фиолетовым. В поддержку Дня сильных духом она сказала: «Все наши дети должны чувствовать себя в безопасности, чтобы быть самими собой дома, в школе и в нашем обществе».
В 2019 году в рамках 10-летнего юбилея Дня сильных духом эмоциональные обращения в социальных сетях в поддержку движения сделали такие знаменитости, как Мэрайя Кэри, Ники Минаж, Билли Портер, Стерлинг К. Браун, Ким Петрас, Джеймс Корден, Тревор Ноа, Уиллоу Смит, Билли Рэй Сайрус и другие.